# Oost-Siberische kabeljauw
De Oost-Siberische kabeljauw (Arctogadus borisovi) is een  straalvinnige vissensoort uit de familie der kabeljauwen (Gadidae). De wetenschappelijke naam van de soort is voor het eerst geldig gepubliceerd in 1932 door Dryagin.